# XI. Ince pápa

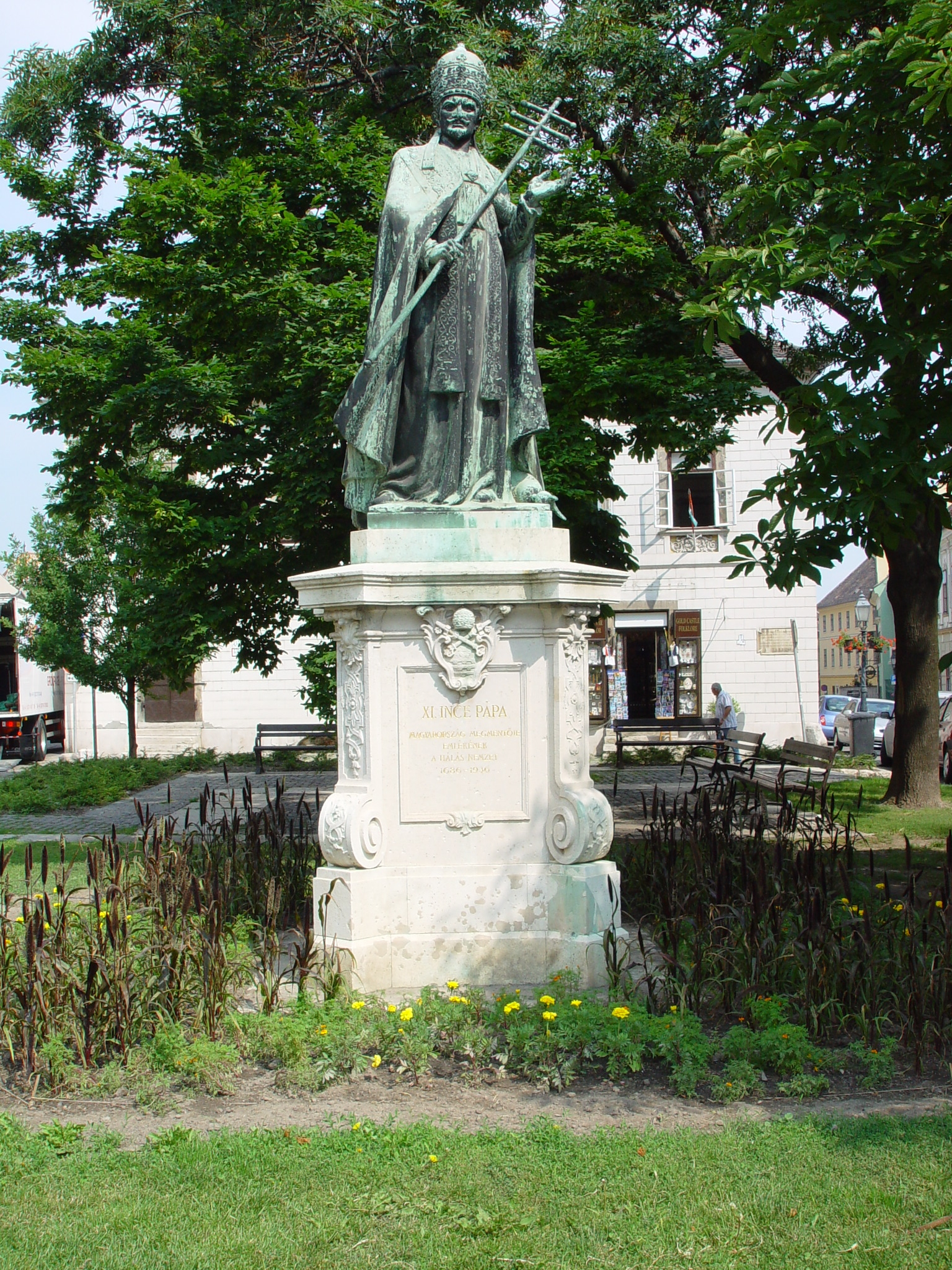
Szobra Budapesten, a Budai Várnegyedben

Boldog XI. Ince pápa (sz. Benedetto Odescalchi, Como, 1611. május 16. – Róma, 1689. augusztus 12.) a római katolikus egyház 240. pápája 1676. szeptember 21-étől haláláig. A pápát „Magyarország megmentője” jelzővel is illetik, mert sokat küzdött Magyarország török megszállás alóli felszabadításáért.

## Élete a pápaság előtt
Comóban született egy gazdag előkelő kereskedőcsalád gyermekeként. Édesapja Livio Odescalchi, édesanyja Paola Castelli volt. A jezsuitáknál nevelkedett, jogi tanulmányait Rómában és Nápolyban végezte. VIII. Orbán idején lépett az egyházkormányzat szolgálatába, és X. Ince nevezte ki 35 évesen bíborossá.
Amikor a pápa Ferrarába küldte legátusként, hogy az éhező embereken segítsen, „a szegények atyjaként” mutatta be őt. 1650-ben nevezték ki Novara püspökének. 1656-ban – egyes források szerint gyenge egészségi állapota miatt – a pápa engedélyével lemondott, és visszatért Rómába.

## Megválasztása
Már 1669-ben is jelölték IX. Kelemen (1667–69) utódjaként pápának, de a francia udvar megakadályozta megválasztását. X. Kelemen (1670–76) halála után XIV. Lajos francia király ismét elutasította Odescalchi személyét. A bíborosi testület és a római polgárok azonban ragaszkodtak jelöltjükhöz, ezért a francia király – vonakodva ugyan – elfogadta a jelölését. 1676. szeptember 21-én XI. Ince néven lett Szent Péter utódja.

## Reformjai
XI. Ince megválasztása után azonnal nekilátott a vatikáni adminisztráció átalakításának. Az elődei alatt szétzilálódott és eladósodott pápai kincstárat újjászervezte, takarékossági intézkedései folytán néhány éven belül a kiadások és bevételek mérlege újra pozitívumot mutatott. Rendeletben betiltotta a bíborosok között uralkodó nepotizmust (jövedelmező állások rokonokkal való betöltését).

## Küzdelme a törökökkel és a franciákkal
Pápaságát végig beárnyékolta elkeserítő küzdelme XIV. Lajossal. A francia papság ugyanis királya támogatásával megfogalmazta a gall cikkelyeket (1682), amelyekben kimondták, hogy a pápa – a lelki ügyeket kivéve – mindenben alá van vetve az egyetemes zsinatnak. Erre válaszul a pápa megtagadta a cikkelyeket támogató püspökök kinevezését.
A francia király 1685-ben visszavonta a nantes-i ediktumot, amely a protestánsok szabad vallásgyakorlatát engedélyezte. Az ezt követő – a hugenottákkal szemben elinduló – erőszakhullámot XI. Ince mélyen elítélte.
Emellett XIV. Lajos Habsburg-ellenes politikája és háborúi keresztezték a pápa egyik legfontosabb célját, a törökök kiűzését Európából. Végül fáradozásait (és hatalmas pénzadományait) siker koronázta. Bécs 1683-as ostromának sikeres visszaverése után, 1684 januárjában a pápa létrehozta a törökellenes Szent Liga nemzetközi katonai koalícióját, közbenjárásával XIV. Lajos is hajlandó volt fegyverszünetet kötni. A megindított ellentámadás Buda visszafoglalásához vezetett (1686. szeptember 2.), és a XVII. század végére sikerült a magyar területeket felszabadítani.

## Személyisége
Szent életű bíborosként élt Rómában, pápává választását csak akkor fogadta el, amikor a többi bíboros aláírta reformprogramját. Egyszerűsége, szent jelleme miatt nagy népszerűségnek örvendett a nép körében. Elítélte a korrupciót, a nepotizmust.
Tisztelete rögtön halála után terjedni kezdett, s már 1714-ben megkezdődött a kanonizációja. Ennek véghezvitelét azonban a francia udvar megakadályozta. A megrekedt eljárást csak a 20. században folytatták, így boldoggá avatására csak 1956-ban került sor XII. Piusz pápa uralkodasa alatt.

## Művei
- Documenta Catholica Omnia (latin nyelven). Cooperatorum Veritatis Societas. (Hozzáférés: 2011. december 6.)